# Liste der Monuments historiques in Beurey-sur-Saulx
Die Liste der Monuments historiques in Beurey-sur-Saulx führt die Monuments historiques in der französischen Gemeinde Beurey-sur-Saulx auf.

## Liste der Immobilien
| Bezeichnung           | Beschreibung                                                               | Standort                   | Kennzeichnung | Schutzstatus | Datum | Bild           |
| --------------------- | -------------------------------------------------------------------------- | -------------------------- | ------------- | ------------ | ----- | -------------- |
| Château Claudot       | aus der zweiten Hälfte des 16. Jahrhunderts                                | 1 rue des Pressoirs (Lage) | PA00106498    | Inscrit      | 1989  |                |
| Brücke über die Saulx | kurz vor 1700 erbaut                                                       | Rue du Pont (Lage)         | PA55000042    | Inscrit      | 2013  | weitere Bilder |
| Kirche St-Martin      | ab dem 12. Jahrhundert; Portal bezeichnet 1549, Vierungsturm kurz vor 1700 | Rue Saint-Martin (Lage)    | PA55000040    | Inscrit      | 2010  | weitere Bilder |

## Liste der Objekte
| Bezeichnung               | Beschreibung                                                                                     | Standort                       | Kennzeichnung | Schutzstatus | Datum | Bild |
| ------------------------- | ------------------------------------------------------------------------------------------------ | ------------------------------ | ------------- | ------------ | ----- | ---- |
| Skulptur Madonna mit Kind | Stein, farbig gefasst, 18. Jahrhundert                                                           | in der Kirche St-Martin (Lage) | PM55001588    | Inscrit      | 2001  |      |
| Hauptaltar                | mit Baldachin und Skulptur des heiligen Martin; Holz, und Stein, farbig gefasst, 18. Jahrhundert | in der Kirche St-Martin (Lage) | PM55001589    | Inscrit      | 2001  |      |
| Kirchenbänke              | Holz, erste Hälfte des 18. Jahrhunderts                                                          | in der Kirche St-Martin (Lage) | PM55002702    | Inscrit      | 2010  |      |